# Leica

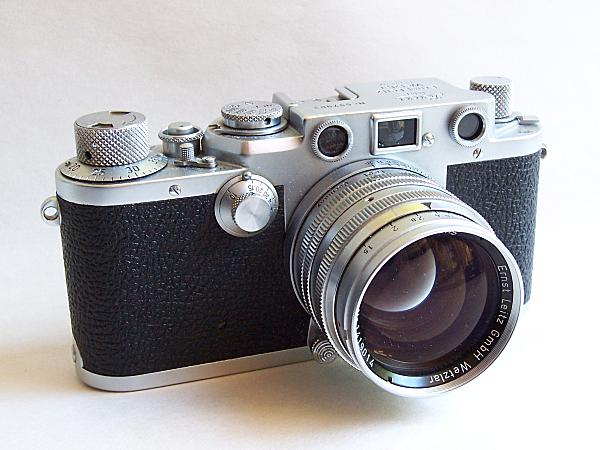
Leica IIIf uit 1950

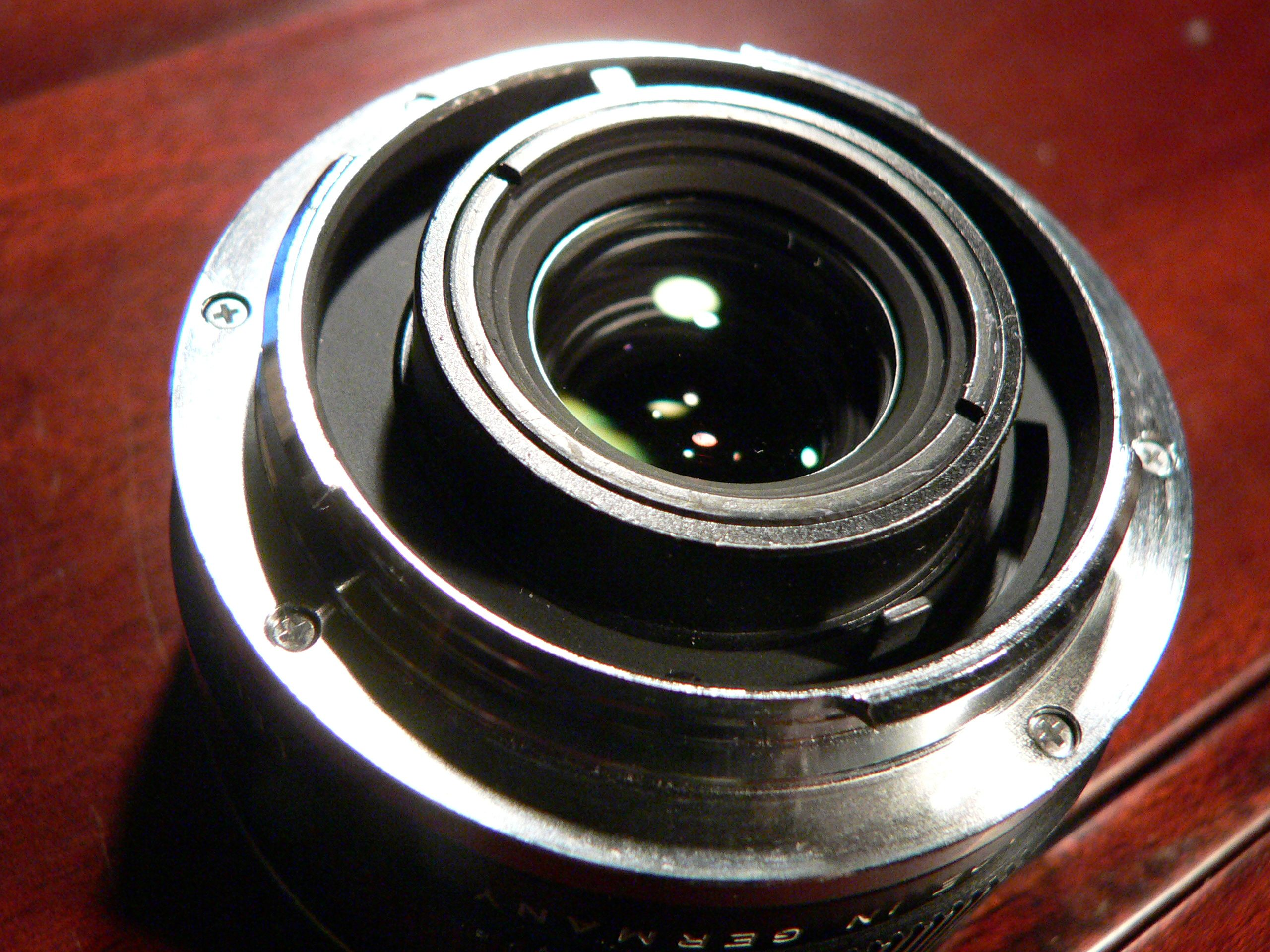
Leica R-bajonetvatting

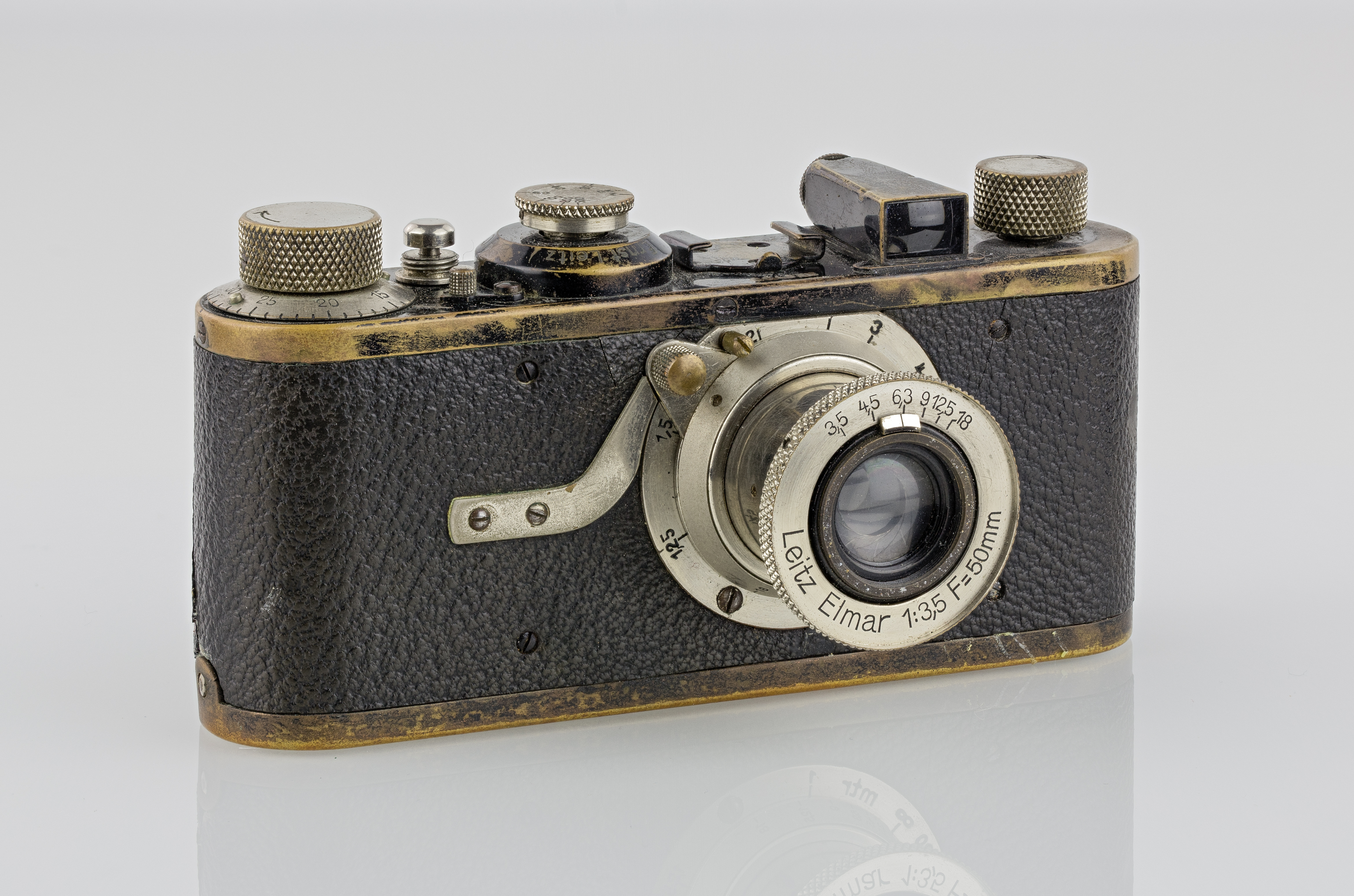
Leica I, 1927, 1:3,5

Leica is een Duitse producent van hoogwaardige optische apparatuur, in het bijzonder bekend van de gelijknamige meetzoekercamera's.
Voorheen was de naam van het bedrijf Ernst Leitz GmbH. Het werd opgericht in 1869 te Wetzlar als Ernst Leitz Optische Werke en vervaardigde aanvankelijk vooral microscopen, waaronder de Ortholux. Bij dit bedrijf werd in het begin van de 20e eeuw de kleinbeeldcamera ontwikkeld; hieraan is de naam Oskar Barnack verbonden. Na in 1923 een prototype gemaakt te hebben, begon Leica in 1924 met de productie van kleinbeeldcamera's, hetgeen in die tijd een enorme revolutie op fotografisch gebied was. Ook projectoren, vergroters (Valoy, Focomat) en filmcamera's (Leicina) werden vervaardigd. In 1965 kwam de eerste kleinbeeld-spiegelreflexcamera van dit merk op de markt, de Leicaflex, het begin van het Leica R-systeem, dat in samenwerking met Minolta werd ontwikkeld. Onder de echte liefhebbers is het R-systeem nooit echt aangeslagen: de meetzoekercamera's worden algemeen beschouwd als de 'echte' Leica's.
De Leica-camera's kregen al in de jaren dertig concurrentie van de Contax-meetzoekercamera's van de eveneens Duitse producent Zeiss. Omdat na de Tweede Wereldoorlog alle Duitse patenten werden vrijgegeven, konden Japanse en Russische bedrijven straffeloos kopieën van de Leica produceren. De eerste in massaproductie vervaardigde Canon-camera's waren dan ook vrijwel exacte imitaties van de vooroorlogse Leica-meetzoekercamera's. Vanuit Rusland kwamen de FED- en Kievcamera's, die ook exacte kopieën waren en soms zelfs de naam Leitz droegen.
Vreemd genoeg was het een Japanse fabrikant die Leica de duw in de rug gaf om na de oorlog op de kaart te blijven – Minolta ontwikkelde voor het Sky-project (een camera die, om onduidelijke redenen, nooit van de grond kwam) een bajonetvatting, die Leitz gebruikte voor haar nieuwe generatie meetzoekers: de Leica M-serie. Sommige bronnen (onder andere Popular Photography, in een testverslag van de Konica Hexar RF) vermelden dat Leitz de bajonet had 'gestolen'. Andere bronnen, die in de naoorlogse jaren dicht bij het vuur zaten, vermelden dat Leitz en Minolta al decennia voor de officiële samenwerking in 1972 nauw samenwerkten, en dat de adoptie van de Minolta-meetzoeker-bajonet door Leica met beider instemming gebeurde. Of er een relatie is met het afblazen van het Sky-project zal waarschijnlijk onopgehelderd blijven – geen van de betrokkenen heeft hierover een uitspraak willen doen.
Vast staat dat beide partijen van de samenwerking geprofiteerd hebben. Leitz kreeg toegang tot de technologische vernieuwingen waarmee Minolta tussen de jaren vijftig en de jaren zeventig naam maakte, en Minolta zal ongetwijfeld toegang hebben gehad tot de superieure optische kennis van Leitz. Daarnaast was Minolta de enige fabrikant die de M-bajonet mocht gebruiken voordat het patent op de vatting verliep (voor de Minolta CLE, een camera die een doorontwikkeling was van de door Minolta gefabriceerde Leica CL, een meetzoekercamera voor de consumentenmarkt).
Tijdens de Koreaanse oorlog ontdekten de Amerikaanse fotografen de goedkopere kwaliteit van de Japanse Nikon-camera's en objectieven en daarmee begon dus ook vanuit het verre oosten concurrentie zich te doen voelen. Deze producenten zijn overigens weer van de meetzoekercamera's afgestapt, maar daar kwam een des te sterkere concurrentie van de kant van de kleinbeeldreflexcamera's voor in de plaats.
Leitz (in 1986 omgedoopt tot Leica, en verhuisd van Wetzlar naar Solms) had met name op de autofocus-revolutie, die gedurende de tweede helft van de jaren tachtig werd ingezet, geen antwoord, en dat maakte de R-serie voor veel professionele fotografen in toenemende mate oninteressant.
Leica had tot 2005 geen professionele digitale camera in het assortiment. Eenvoudige en semiprofessionele camera's (zoals de DMC-FZ30) worden wel onder de merknaam Leica geleverd (bij Leica onder de naam: Digilux (1, 2 en 3, de laatste is een spiegelreflexcamera)), in samenwerking met het Japanse Matsushita (Panasonic), waarbij de elektronica van Matsushita komt en de optiek van Leica.
De laatste jaren zijn vanwege het gemak en klanteneisen steeds meer persfotografen overgestapt op digitale reflexcamera's. Hierdoor voelde Leica zich in 2005 verplicht om een digitale module (DMR) op de markt te brengen, als een verwisselbare achterwand voor een Leica R8 of R9. Deze bleek uiteindelijk een voorlopige redding voor Leica, dat in eerste instantie de aansluiting met de digitale wereld leek te gaan missen en waarvoor zelfs faillissement dreigde. In september 2006 introduceerde Leica de M8, een digitale versie van de M. Zowel met de DMR als de M8 bleek Leica nauwelijks in staat zijn kwaliteitsnaam waar te maken en vooral de M8 kampte bij de introductie met veel problemen. Meest prominent was de gevoeligheid voor infrarood licht, waardoor zwarte kleding paars werd, hetgeen met filters voor de lens moet worden opgelost. Ook mechanisch is de M8 duidelijk zwakker dan zijn mechanische voorgangers en de M8.2 is slechts marginaal beter. In 2008 kondigde Leica een nieuwe camera aan: de S2 met een aantal nieuwe objectieven. Een spiegelreflexcamera met een middenformaatsensor en, geheel nieuw voor Leica, autofocus. Gelijktijdig kondigde Leica het einde van de R-serie aan.
Omdat de camera's uit de M-serie volledig batterijloos kunnen werken (met uitzondering van de M7 en M8) en vanwege hun enorme robuustheid en betrouwbaarheid, worden deze ook veel gebruikt voor reportages in ontoegankelijke gebieden en bij extreme omstandigheden. Met de Leica MP levert Leica ook nu nog een camera die zonder batterijen kan werken.
Wat betreft robuustheid: in het Leicamuseum staat een Leica III die in de Tweede Wereldoorlog voor zijn eigenaar een kogel heeft opgevangen. De camera was stuk, maar de eigenaar had geen enkele "schade" opgelopen.

## Trivia
- In 2022 werd een Leica-camera uit de 0-serie die in het bezit was geweest van Oskar Barnack (serienummer 105) en van welk model er in 1923 slechts ongeveer tweeëntwintig waren gemaakt, geveild voor 14,4 miljoen euro.[1] Eerder, in 2012, had een camera uit de 0-serie op een veiling ruim 2 miljoen opgebracht.[2]